# Ricardo Jurado
Ricardo Jurado (Colón, Provincia de Buenos Aires, 1926 - Buenos Aires, 9 de marzo de 2010) , fue un locutor de radio y televisión argentino. 
Su particular estilo se caracterizaba por un tono de voz enérgico, firme y vigoroso. Fue uno de los máximos referentes de la locución comercial en las décadas del '70 y '80. Se lo recuerda como la voz de los avisos televisivos de Ford y Aurora Grundig, entre muchos otros. 
Se inició en la locución en Radio Splendid de Buenos Aires en 1949. Condujo exitosos ciclos radiales como "Felizmente Ford" por Radio Belgrano y Radio Continental,
"De FM para FM" de Ford Motor Argentina por FMR 103.1 "Noche y día con el país" por Radio El Mundo, "Rulos y moños" por Radio Belgrano, "Pacto de sonidos" y "El gran estilo" por Radio Continental, "De Fiandra para Usted" por Radio Del Plata. Fue voz publicitaria de Radio El Mundo a fines de los años '60, en las trasmisiones futbolísticas de Daniel Adrián; en Radio Splendid a mediados de los '70, en la audición deportiva de Yiyo Arangio; y Radio Mitre en los '80, integrando junto a Anselmo Marini la conducción comercial de "Sport 80". 
También en la década de 1980, fue locutor artístico de Canal 11, y en diciembre de 1987 fue locutor artístico y de promociones de Teledós junto con Rafael Monzón en la etapa de Héctor Ricardo García hasta mediados del año 1988 cuando esta señal deja de emitir debido a un conflicto entre García y el titular de la licencia de Canal 2, José Irusta Cornet.  
En televisión fue presentador de "Revista 13-Ferrando", por Canal 13, a comienzos de los años '90.

## Trayectoria en radio
- Deportes por El Mundo (con Daniel Adrián), Radio El Mundo, 1967.
- Felizmente... Ford, Radio Belgrano, 1970 - 1972.
- La noche de los que están en el humo, 1972.
- Noche y día con el país, Radio El Mundo, 1972 - 1973.
- Rulos y moños, Radio Belgrano, 1973 - 1975.
- Fútbol tal como es! (con Yiyo Arangio), Radio Splendid, 1973 - 1974.
- Felizmente... Ford, Radio Continental, 1975 - 1982.
- Pacto de sonidos, Radio Continental.
- El gran estilo, Radio Continental, 1980 - 1982.
- De Fiandra para Usted, Radio Del Plata, 1980 - 1982.
- Sport 80 (con Víctor Hugo Morales), Radio Mitre, 1981 - 1983.
- El gran culto del vino, Radio Continental, 1983.
- De FM para FM, FMR 103.1.

## Trayectoria en TV
- Locución publicitaria de Canal 11, 1978-1987.
- Locución publicitaria de Canal 2, 1987-1988.
- Revista 13-Ferrando, Canal 13, 1991.

## Locuciones publicitarias en TV
Como locutor publicitario, protagonizó muchas campañas nacionales, entre ellas:
- Vinos Crespi
- Ford (Fairlane, F-100, Falcon)
- Limzul
- Unámonos (Publicidad oficial)
- Leche Nido
- Gobierno de la Provincia de Buenos Aires
- Vinos Arizu
- Colgate-Palmolive
- Georgalos
- Diarco
- Aurora-Grundig
- Gobierno de la Provincia de Misiones
- Canal 11

entre otros.